# 末野謙一
末野 謙一（すえの けんいち）は日本の元経営者。
住宅金融専門会社各社より2549億円もの融資を受けていた大阪市の不動産会社・末野興産の社長を務め、「浪速の借金王」と呼ばれた。住専問題に関連して、1996年に国会の参考人招致を受けた。1996年11月18日末野興産破綻。その後、資産隠しが発覚し、強制執行妨害罪で起訴され、1999年懲役4年罰金3500万円の実刑判決を受け、高裁に控訴したものの、15億円の保釈金を言い渡され取り下げ、加古川刑務所に収監された。
多くの芸能人のタニマチをしていたとされる。暴力団との関係も取り沙汰されていた。

## その他
- 2006年12月に兵庫県西宮市松ケ丘町の路上で2人組の強盗に襲われ負傷した[7]。
- 1980～90年代前半ごろには大相撲本場所における幕内の一番にて懸賞を協賛していた。なお、その紹介の際の館内アナウンスは「貸しビルは天祥ビル 末野興産」という文言だった。